# Bernardo Jablonski
Bernardo Jablonski (Rio de Janeiro, 1 de janeiro de 1952 — Rio de Janeiro, 28 de outubro de 2011) foi um ator, diretor teatral, escritor, crítico e roteirista brasileiro.
Doutor em Psicologia Social, também era professor universitário e publicou diversos artigos e livros.
Na TV, ficou mais conhecido pelo papel de "Aderbal", no extinto Zorra Total da Rede Globo, do qual era também roteirista.
Foi marido de Maria Clara Gueiros, com quem teve dois filhos, e morreu na luta contra um câncer que tinha há 13 anos.

## Carreira

### Televisão

#### Telenovelas
| Ano  | Título      | Papel                   |
| ---- | ----------- | ----------------------- |
| 2008 | Beleza Pura | Instrutor de autoescola |

#### Outros
| Ano         | Título               | Papel                                      |
| ----------- | -------------------- | ------------------------------------------ |
| 2006 a 2011 | Zorra Total          | Aderbal/Carlos Brinc                       |
| 2007        | Linha Direta Justiça | Álvaro Braga (episódio "O Caso Ana Lídia") |
| 1996        | Você Decide          | (1 episódio)                               |
| 1992        | Anos Rebeldes        | Juarez                                     |

### Cinema
| Ano  | Título                      | Papel                |
| ---- | --------------------------- | -------------------- |
| 2009 | Tempos de Paz               |                      |
| 2007 | Tropa de Elite              | Professor de Direito |
| 1992 | Kickboxer 3: The Art of War | Padre Bozano         |
| 1990 | Orquídea Selvagem           | Roberto              |

### Roteirista/escritor
| Ano         | Título            |
| ----------- | ----------------- |
| 2001 a 2011 | Zorra Total       |
| 2003 a 2005 | Sob Nova Direção  |
| 1999        | O Belo e as Feras |
| 1996        | Sai de Baixo      |